# The Journal of Organic Chemistry
Pour les articles homonymes, voir JOC.
The Journal of Organic Chemistry (abrégé en J. Org. Chem. ou JOC) est une revue scientifique hebdomadaire à comité de lecture traitant de la chimie organique et bioorganique dans tous leurs aspects. 
D'après le Journal Citation Reports, le facteur d'impact de ce journal était de 4,745 en 2018. La direction éditoriale est assurée par Scott J. Miller (université Yale, États-Unis).